# DT de la Verge
DT de la Verge (DT Virginis), també conegut com a Ross 458 AB, és una estrella binària de la constel·lació de la Verge. Les dues estrelles són nanes vermelles de baixa massa, almenys una d'elles és una Estrella fulgurant. Aquest sistema binari té un planeta circumbinari detectat per imatges directes, actualment l'objecte de massa planetària amb l'òrbita més coneguda al voltant d'una estrella binària.

## Sistema planetari
| Companya (per ordre des de l'estrella) | Massa        | Semieix major (ua) | Període orbital (year) | Excentricitat | Inclinació | Radi |
| -------------------------------------- | ------------ | ------------------ | ---------------------- | ------------- | ---------- | ---- |
| b                                      | 8.5 ± 2.5 MJ | 1168               | 33081                  | —             | —          | —    |